# Leptobrachella natunae
Leptobrachella natunae é uma espécie de anfíbio da família Megophryidae.
É endémica da Indonésia.
Os seus habitats naturais são: florestas subtropicais ou tropicais húmidas de baixa altitude e rios.